# جواو كارلوس
جواو كارلوس هو لاعب كرة قدم برتغالي في مركز الوسط، ولد في 2 أبريل 1989 في البرتغال. لعب مع Thurrock F.C. ‏.

## وصلات خارجية
- جواو كارلوس على موقع قاعدة بيانات كرة القدم.إي يو (الإنجليزية)
- جواو كارلوس على موقع Soccerbase.com (لاعب) (الإنجليزية)
- جواو كارلوس على موقع Soccerway.com (الإنجليزية)